# Réserve de biosphère du delta du Danube
La réserve de biosphère du delta du Danube (en roumain : Rezervația de biosferă a deltei Dunării, RBDD, en ukrainien : Дунайський біосферний заповідник, ДБЗ) est une réserve de biosphère qui protège le delta du Danube et ses abords en Roumanie et en Ukraine. Reconnue transfrontière par l’UNESCO en 1998,, elle recouvre la majeure partie du delta danubien et les limans roumains de la mer Noire situés au sud du delta, ainsi qu’une bande maritime de 5 milles marins au-devant de ceux-ci.

## Géographie
La réserve de biosphère du delta du Danube est située à cheval sur les régions historiques de Dobrogée (județ de Tulcea) en Roumanie et de Bessarabie (Boudjak, oblast d'Odessa) en Ukraine. La réserve roumaine comptait 14 581 habitants permanents (mais le quadruple l’été), dont 12 666 Roumains, 1 737 Lipovènes et 184 Ukrainiens au recensement de 2011.

## Espèces et espaces protégés
La réserve du delta du Danube abrite plus de 1 500 variétés de plantes, 850 espèces d'insectes, 300 espèces d'oiseaux et 45 espèces de poissons d'eau douce dans ses nombreux lacs et marais.
Les bouches du Danube accueillent lors des migrations, des millions d’oiseaux de différents biotopes de la Terre (Europe, Asie, Afrique, Méditerranée) dont certains viennent y nicher, et sont une zone extrêmement poissonneuse. C’est une zone d’hivernage de nombreuses espèces d’oiseaux migrateurs nichant dans le nord de la Scandinavie, de la Finlande et de la Russie ; plusieurs colonies de pélicans y nichent. Les principales espèces observées en 2015 sont les suivantes :

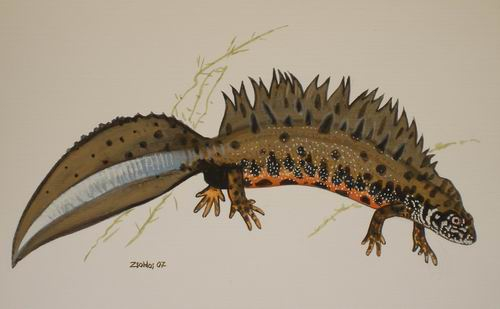
Triturus dobrogicus, un urodèle protégé.

- Environ 2 500 pélicans blancs qui sont les oiseaux emblématiques de la réserve, et son emblème côte roumain. Ils représentent la plus grande population nicheuse d’Europe. En septembre, on peut admirer de grands rassemblements en partance pour l’Afrique (mais avec le réchauffement climatique, de plus en plus s'arrêtent en Grèce, dans les deltas des fleuves de Thrace).
- Cinq cents couples de pélicans frisés ont été recensés.
- Plus de cent couples de spatules blanches ratissent avec leur bec les fonds vaseux du Sud du delta. La spatule est, avec les esturgeons, l’emblème de la partie ukrainienne de la réserve.
- Reconnaissables à leur plumage foncé et iridescent, 1 500 couples d'ibis falcinelles peuplent la contrée, essentiellement sur les rives des limans, en Roumanie.
- Le delta offre au cormoran pygmée un des sites de nidification les plus importants du monde. 3 500 couples s'y rassemblent.
- On compte six couples de pygargues à queue blanche dans le delta. L'envergure de ce rapace peut atteindre plus de deux mètres.
- Le balbuzard pêcheur est un rapace en voie de disparition dans la région. Sous les serres, des excroissances charnues lui permettent de mieux retenir les proies glissantes. La Société ornithologique roumaine (SOR[8]) a mené des campagnes de repeuplement qui ont donné des résultats (on était passés en quinze ans de trois couples nicheurs à six) mais en raison du braconnage, on pense qu’il ne reste que deux couples nicheurs.
- Le tadorne casarca, espèce de canard peu répandue, a été observé sur l’île Popina, sur le liman Razelm, en Roumanie, avec une quinzaine de couples, un chiffre non confirmé par la SOR en raison du braconnage.
- La SOR espère, sans en être sûre, que l’érismature à tête blanche, canard à bec bleu en voie de disparition dans toute l'Europe, niche encore dans le delta.
- Les différentes espèces d'esturgeons, venu de la mer Noire, remontent le fleuve et ses affluents ; le bélouga peut dépasser les quatre mètres de long. La disparition n'est pas à l'ordre du jour, mais la raréfaction est telle que leur pêche, jadis une industrie (la Roumanie fut, dans les années 1930-1960, le deuxième producteur mondial de caviar derrière l’URSS et devant l’Iran), n'est aujourd'hui plus rentable.
- On trouve le silure, parfois nommé « poisson-chat », sur l’ensemble du Danube mais plus encore à l'embouchure. Très vivace, le silure peut atteindre 2,5 m de long et capturer des petits oiseaux et des mammifères. Sa chair est excellente.
- La loutre commune, carnivore au poil épais et soyeux, a beaucoup souffert de la pollution le long du fleuve mais reste abondante dans le delta.
- Le chien viverrin est un canidé nocturne qui se regroupe en famille de cinq ou six individus : il se nourrit de petits rongeurs, de poissons, de glands, de baies et de fruits.

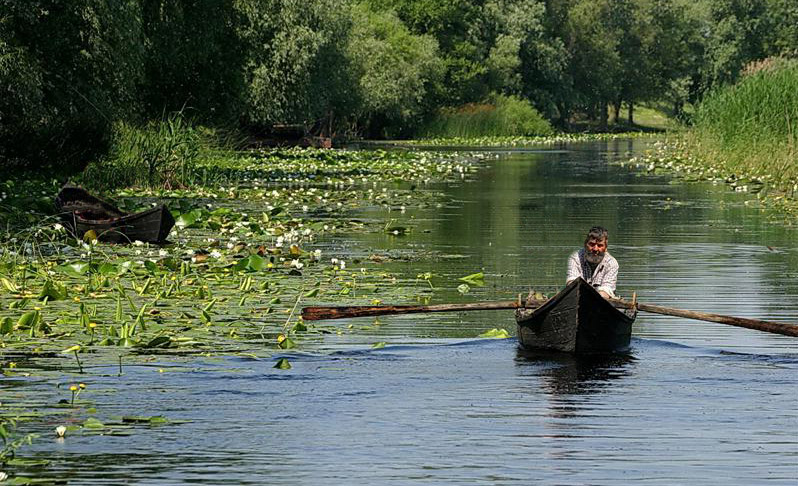
La réserve protège le milieu, la biodiversité et les pratiques durables (ici un pêcheur lipovène de Chilia Veche dans une lotca traditionnelle).
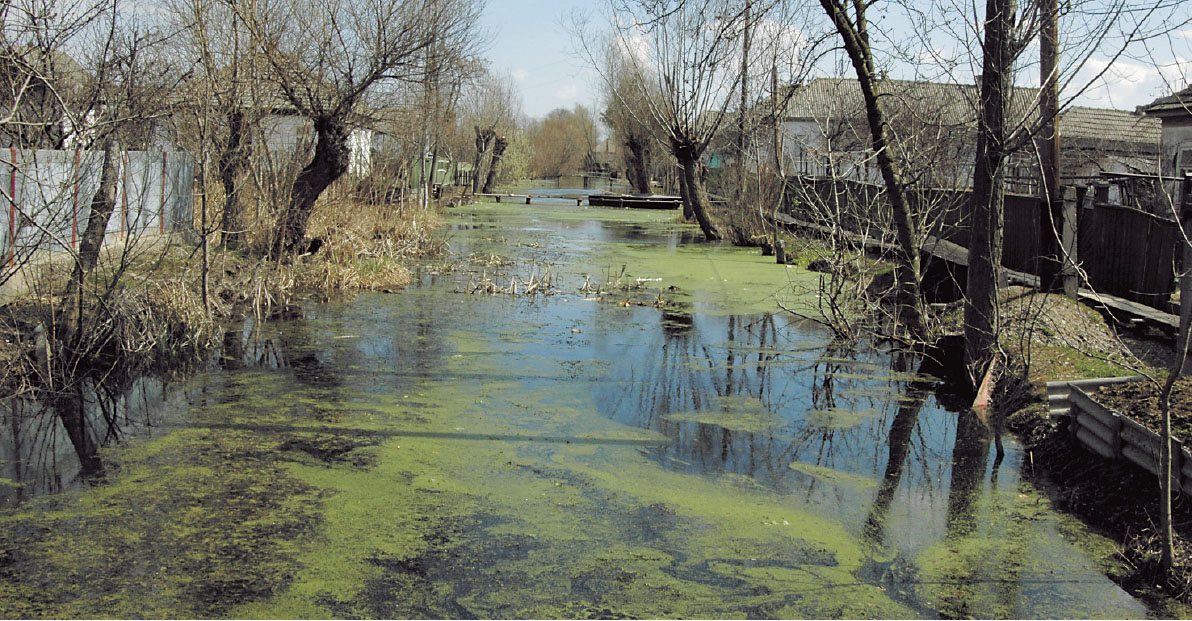
Une rue (en fait, un canal accessible aux lotcas) de Vylkove, biotope du Triton dobrogéen, un amphibien grand dévoreur de larves de moustiques.
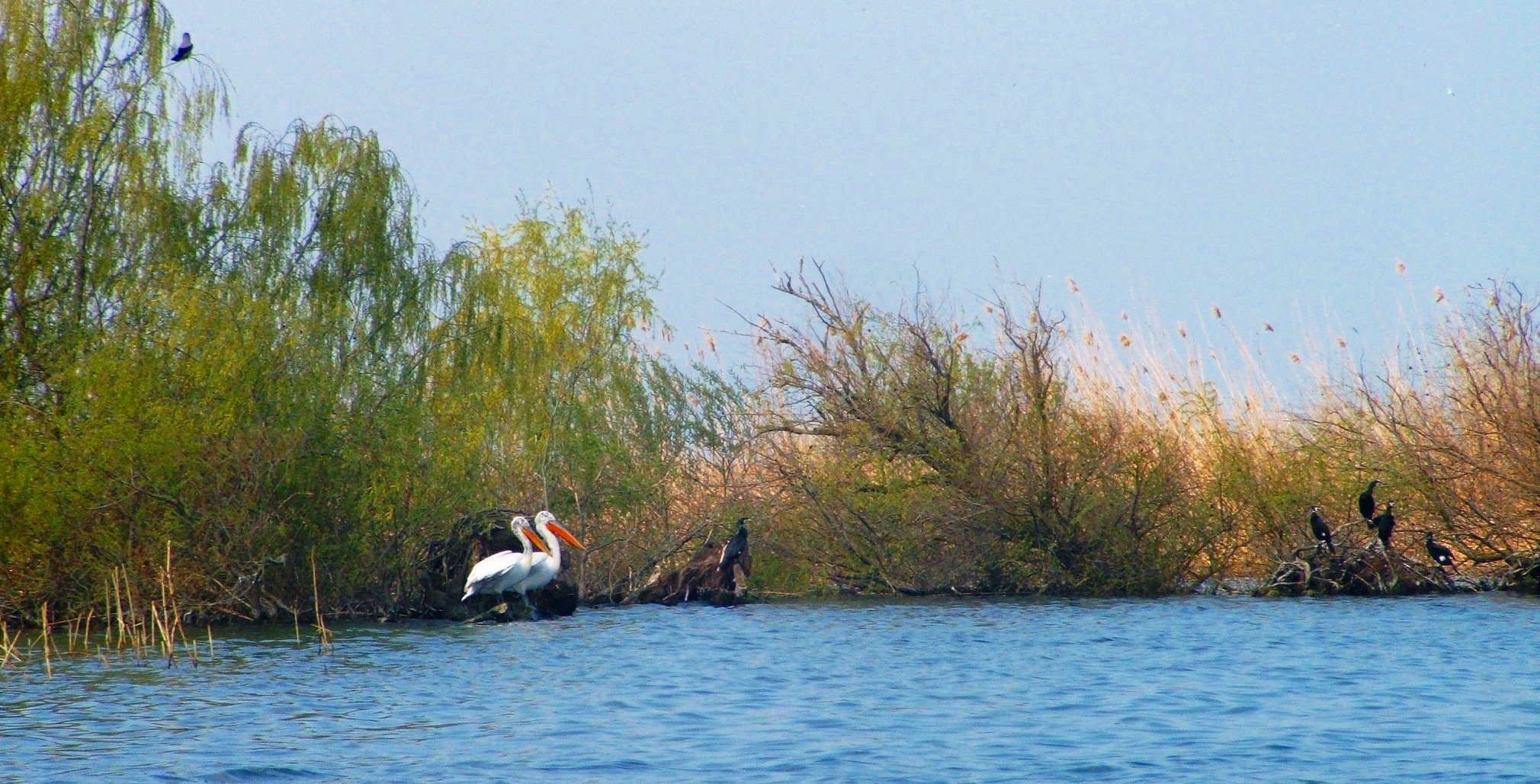
Pélican et grand cormoran dans le delta.
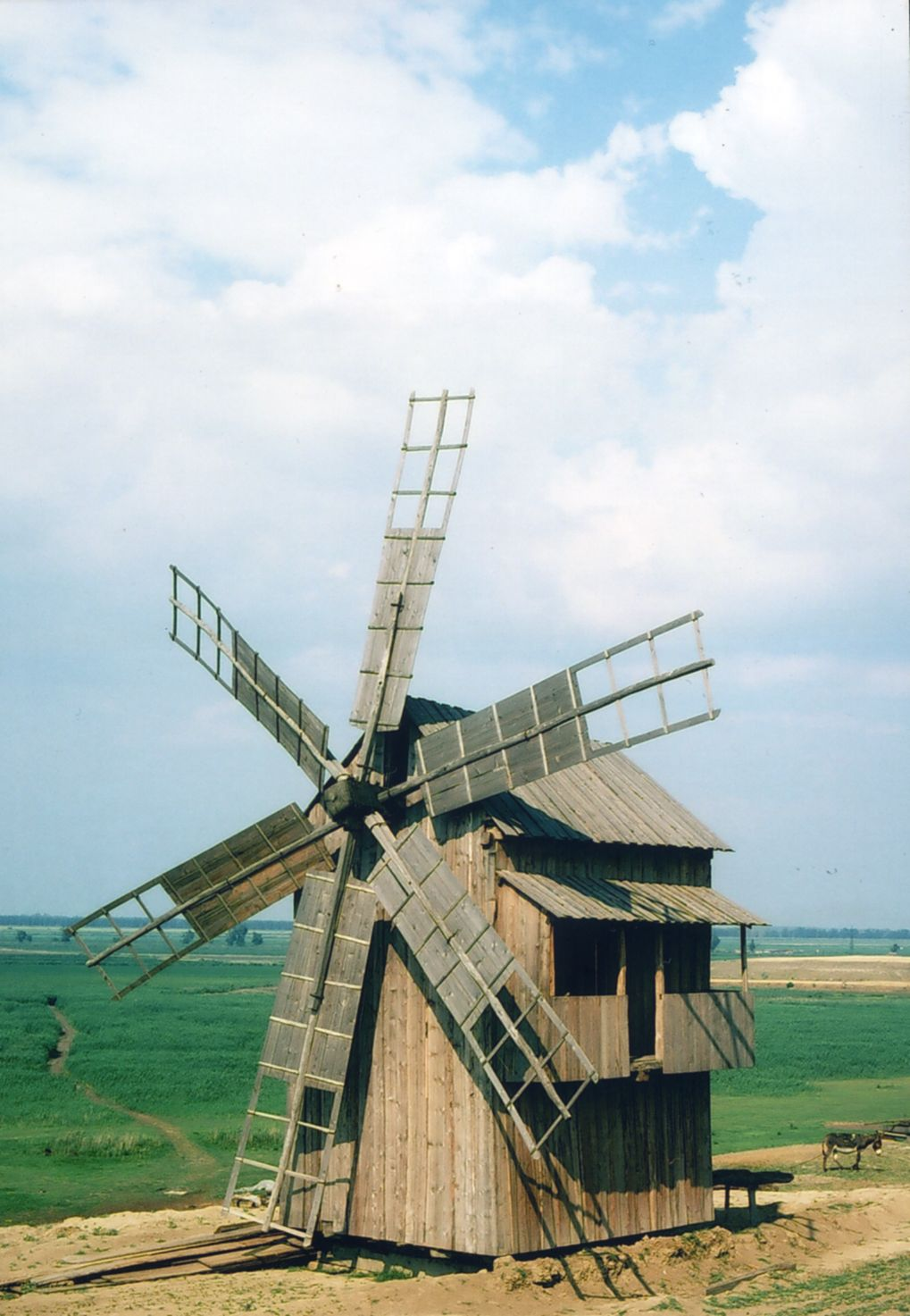
Ancien moulin en bois à Letea où l'énergie éolienne est depuis longtemps utilisée.

## Historique

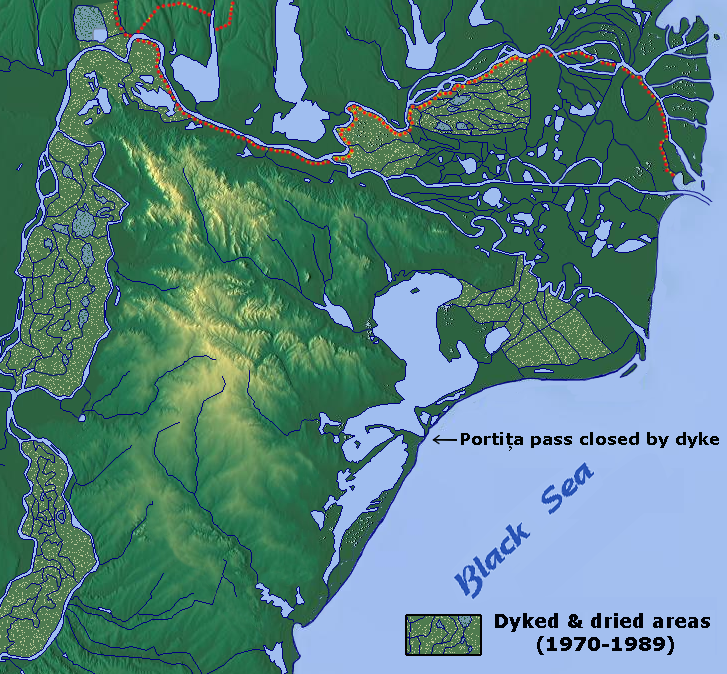
Zones humides détruites sous le régime communiste.

Côté roumain, dès la fin du XIXe siècle, l’océanographe et biologiste Grigore Antipa (1867-1944), élève d’Ernst Haeckel auquel on doit l’écologie, prit soin de développer l’économie du delta en préservant ses milieux et ses ressources, et en redistribuant le plus équitablement possible les richesses ainsi créées au moyen d’une « Régie des pêcheries de l'État » coopérative, dont le siège se trouvait à Tulcea et qui coordonnait l’activité de tous les pêcheurs, aménageait des étangs pour la « pisciculture naturelle » et fournissait bateaux et outils. Les rois Carol Ier et Ferdinand de Roumanie approuvèrent ce système d’exploitation rationnelle des ressources du delta, qui ne perturbe pas les équilibres hydrologiques et biologiques, tout en augmentant la productivité. S’inspirant des connaissances scientifiques alors récemment acquises et aussi des méthodes ancestrales des habitants, l’équipe d’Antipa mit sur place un système de gestion des roselières, des étangs et des lagunes, maillé d’un réseau de pêcheries coopératives, qui assura la prospérité du delta et de ses habitants jusqu’à la Seconde Guerre mondiale. Il inaugura ainsi les premières applications pratiques de la géonomie et fit de la Roumanie le second, et certaines années le premier producteur mondial de caviar dans les années 1930. 
Bien que la Roumanie ne manquait pas de superficie agricole utile, le régime communiste de Roumanie, animé par l’idéologie de la lutte de l’homme nouveau pour dompter la nature sauvage”, pensait qu’il fallait „assainir les marécages, inutiles et malsains” : ses dirigeants n’agissaient qu’en ingénieurs sans consulter les hydrologues, les limnologues et les ichtyologues. Ce régime rompit donc avec le mode de gestion « doux » d’Antipa, nationalisa les bateaux et les outils des pêcheurs, et transforma la « Régie des pêcheries » en une « Centrale du delta » dirigée depuis Bucarest par le ministère de l'Agriculture et de la Pêche. Cet organisme imposa autoritairement des quotas de prises très élevés et obligatoires, difficiles à atteindre et épuisant les stocks, entreprit d’endiguer et drainer les canaux, et d’assécher 700 km2 de zones inondables (environ 15 % de l'ensemble du delta : polders de Sireasa, Pardina, Tătaru, Băltenii-de-Jos et Dunavăț). Cette politique que nul ne pouvait discuter sans risquer sanctions et emprisonnement, s’accentua sous la présidence de Nicolae Ceaușescu, détruisant les frayères, bouleversant les réseaux trophiques (ce qui fit proliférer taons et moustiques, et s’effondrer les prises de pêche) et provoquant ainsi un exode rural des habitants du delta. De plus, ces travaux de poldérisation ont utilisé, avec une forte mortalité, les prisonniers politiques que le régime déportait dans les camps de « Sviștofca », « Periprava » et « Cardon » (nord-est du Delta roumain), ,.
Toutefois, en même temps, une vingtaine de zones représentant aussi environ 15 % du delta, furent protégées au moyen de réserves naturelles où chasse, pêche et tourisme étaient réglementés, ainsi que toutes les activités agricoles (cap Doloșman, îles de Popina et de Sacalin, côte de Zătoane, dunes de Chituc et des Loups, étangs de Belciug, Corbu-Nuntași, Nebunu, Potcoava, Răducu et Rotundu, forêts de Babadag, de Caraorman, du Codru, d’Erenciuc et de Letea, zones mixtes de Periteasca-Leahova, de Roșca-Buhaiova, de Vătafu-Lunguleț, collines de Ghiunghiurmez et salines de Murighiol). 
Avec la chute des régimes communistes en Europe, l’effondrement de la dictature en 1989 aboutit à la dissolution de la « Centrale », mais la « Régie des pêcheries » d’Antipa ne fut pas rétablie et l’État se réserva le droit de privatiser à sa guise les ressources du delta. Ce ne furent pas les pêcheurs locaux, mais de plus grandes entreprises (conserveries, agro-alimentaire, papeteries exploitant les roseaux et les cannes Arundo donax) qui en profitèrent.

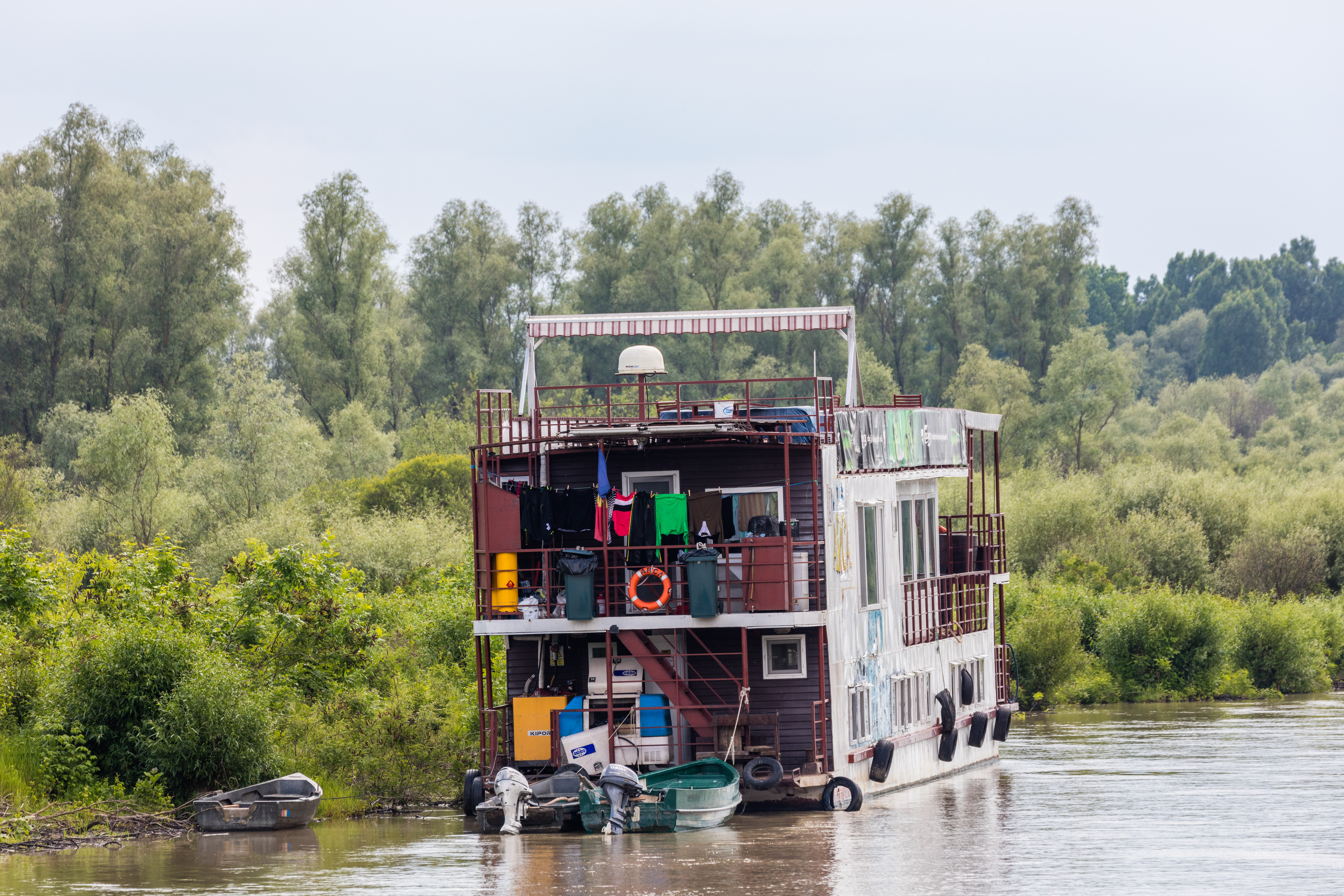
Laboratoire flottant d'halieutique de la réserve de biosphère du delta du Danube.

Les scientifiques, qui pouvaient désormais s’exprimer et s’organiser librement, militèrent pour le retour aux méthodes d’Antipa, c’est-à-dire en pratique pour un programme de « reconstruction écologique » impliquant le percement des digues et la restauration de la circulation naturelle des eaux et des faunes. Dans ce contexte, il apparut que la création d’une réserve intégrale sur toute l’étendue du delta assurerait la possibilité de procéder à de tels changements de pratiques et de politique, et les scientifiques, comme Mihai Băcescu, Traian Gomoiu, Gheorghe Buluţă, Victor Petrescu, Alexandre Bologa ou Alexandre Marinescu côté roumain, ou A. N. Voloshkevitch côté ukrainien, reçurent un soutien inattendu mais puissant et bienvenu : celui de l’explorateur et cinéaste français Jacques-Yves Cousteau qui tournait alors des films dans la région : il écouta, enregistra, filma, puis insista directement auprès du président et du Premier ministre roumains de l’époque (respectivement Ion Iliescu et Petre Roman), ainsi qu’auprès de l’Ukraine et de l’ONU, et obtînt gain de cause. La Roumanie signa la convention de Ramsar (datant de 1975) le 25 janvier 1991.
Le delta fut intégré au réseau Natura 2000 (site SCI) et la Roumanie, puis l’Ukraine signèrent la convention de Ramsar, mais les moyens financiers et matériels de la nouvelle structure étant limités, les anciennes pratiques ne disparurent pas du jour au lendemain et la « restauration écologique » ne toucha que progressivement les zones humides détruites sous le régime communiste, à partir de 1994. La plupart des projets ne dépassent pas les 500 hectares mais ils sont nombreux et, cumulés, ils concernent plus de 15 000 hectares.
Les premières zones soumises à la reconstruction ont été les îles Babina (2 100 hectares) et Cernofca (1 580 hectares) sur le Bras de Chilia face à la réserve ukrainienne. Le projet a reçu le prix Eurosite de la part de la Commission européenne et le prix Conservation Merit Award de la part du Fonds mondial pour la nature (WWF). Le réaménagement d'une autre zone, Popina, de 3 600 hectares, a commencé en 2000. En 2004 la reconstruction écologique d’une autre zone de plusieurs milliers d’hectares a été achevée. À présent est restaurée la zone Holbina–Dunavăț (5 630 hectares). Les résultats dépassent les espérances en termes de reconstitution de la biodiversité. Ainsi, l’ONG Wetlands International a effectué une étude mondiale sur 2000–2004, vérifiant 798 des sites naturels de 44 pays. 62 % des sites évalués ont eu une évolution négative et seulement 4 une évolution positive, les meilleurs résultats ayant été obtenus dans le delta du Danube. Une autre phase du projet, d’un coût de 31 millions d’euros est en cours et comprend deux chantiers majeurs. Le premier est la reconstruction écologique pure (des zones agricoles seront reconnectées aux circuits naturels du delta, pour favoriser les zones de reproduction des poissons et celles pour les oiseaux migrateurs). La plus grande partie est le paléodelta de Pardina–Chilia Veche, qui compte à lui seul plus de 10 000 hectares.
Côté ukrainien, la réserve naturelle nationale du Delta du Danube, créée en 1998 par le décret présidentiel no 861/98 a été élargie en 2004 par le décret no 117/2004.
Dans les deux pays, les habitants du delta du Danube regrettent cependant que ces programmes, qui ont fait remonter la production biologique, n’aient pas été accompagnés par une restauration du système coopératif des pêcheries (antérieur au communisme et remontant à Antipa) : tout a été privatisé, remis à des investisseurs privés souvent étrangers au delta, et de nombreux étangs sont désormais inaccessibles aux pêcheurs locaux. En outre, le braconnage sévit encore : il n’est généralement pas le fait des habitants, qui risqueraient de lourdes amendes de la part des gardes de la réserve, mais de personnalités influentes, toujours accompagnées de gardes du corps, comme l’ancien ministre roumain Adrian Năstase contre qui la Société ornithologique roumaine a porté plainte pour chasse illégale. Ces personnalités ont invité des clients de sociétés de safaris haut de gamme comme « Montefeltro » (Italie), et même leur condamnation pour corruption (2006) n’a pas complètement fait cesser ces pratiques.
En 2007, bien qu'aucun cas, ni aviaire, ni humain, ne se soit déclaré, la FAO classa le delta du Danube zone à risque de zoonose de grippe aviaire, car l'institut Friedrich Loeffler avait détecté une « présence asymptomatique endémique possible » du virus H5N1 chez des canards domestiques. Joseph Domenech (vétérinaire en chef à la FAO), estimant que ces canards « auraient pu le transmettre aux poulets chez lesquels le virus est mortel », lança alors une alerte qui ne fut pas suivie d'effets, car cela aurait mis fin aux élevages traditionnels des habitants du delta. Heureusement pour eux, l'absence de tout signe clinique ou viral du H5N1 depuis 2007 leur a permis de maintenir leur agriculture de proximité.